# 波特縣 (印地安納州)
波特县（英語：Porter County）是位於美国印第安纳州西北部的一個縣，北傍密歇根湖，面積1,351平方公里。根據2020年美國人口普查，共有人口17萬3,215人。縣治瓦爾帕萊索（Valparaiso）。該縣成立於1835年2月7日，縣政府成立於1836年1月28日；縣名紀念1812年战争時期的海軍軍官大衛·波特（David Porter）。